# Patrimonio de la guerra civil española en la Ciudad Universitaria de Madrid
La Ciudad Universitaria fue una de las zonas que conformo un frente de batalla durante la Guerra Civil Española (1936-1939). Concretamente, durante los meses de noviembre y diciembre de 1936 durante la batalla de Madrid o también llamada Asalto a Madrid.
Si bien la Ciudad Universitaria se empezó a construir antes de la Guerra Civil, comenzando las obras en el año 1927, para cuando estalló la guerra, todavía se encontraba en construcción. No obstante, muchos de sus edificios más conocidos en la actualidad, ya se encontraban edificados. 
Hablamos por supuesto de las Facultades de Filosofía y Letras, la de Ciencias, la de Medicina, la Casa Velázquez, el Hospital Clínico o la Escuela de Arquitectura. Otros, si bien también ya existían, quedaron tan deteriorados, que tuvieron que ser completamente reconstruidos tras finalizar el conflicto. Este es el caso de la Escuela de Ingenieros Agrónomos y la Fundación del Amo.

## Historia
El asalto a Madrid que afectó a Ciudad Universitaria, se inició el día 6 de noviembre, aunque quedaría paralizado. Para la madrugada del 8, se decidió que 5 columnas compondrían el ejército de asalto. La columna del comandante Castejón tenía el objetivo de instalarse en la Fundación del Amo. Los demás abordarían desde puntos distintos de los alrededores. Pero tras una enorme resistencia republicana, se paralizó la operación. El 15 de noviembre se volvería a reanudar con apoyo blindado, y, finalmente, se conseguiría atravesar el río Manzanares a la altura de Ciudad Universitaria. Tropas formadas por dos tabores de moros y una bandera de la legión irían ocupando los distintos edificios del campus. La XI Brigada Internacional fue enviada para defender la ciudad universitaria. 
Poco después, la mayor parte de los edificios se encontraba en manos del bando nacional. La lucha se desarrolló edificio por edificio, afectando principalmente a la Casa de Velázquez, a las Facultades de Medicina, Odontología y Farmacia y al Hospital Clínico. 

### Facultades: Filosofía y Letras
Durante el 22 de noviembre, los sublevados ocuparían momentáneamente la facultad de Filosofía y Letras, pero fueron desalojados por brigadistas internacionales. La facultad fue sumamente dañada durante el conflicto, pero, contrariamente a otros edificios de la zona construidos en ladrillo, su estructura de hormigón resistió hasta abril de 1937. Sería a partir de mayo cuando se empezarían a visualizar pilares rotos y losas a punto de desmoronarse en la fachada posterior, la más perjudicada durante las batallas. Posteriormente, desconociendo la fecha, las cinco plantas de la crujía exterior más próxima a bando enemigo se desplomarían. El salón de actos y otros módulos sobrevivieron aún con daños y serían reconstruidos una vez finalizado el conflicto y decidido no dejarlo como testimonio de guerra, posibilidad que se barajó en un principio.

### Establecimiento de las líneas de batalla
La batalla duraría hasta el 23 de noviembre cuando, ambos ejércitos, deciden fortificar sus posiciones ante el agotamiento por el prolongado combate. Tres cuartas partes del campus ya estaban ocupadas por el bando sublevado.
Tras establecer las líneas que pertenecían a cada bando, se seguirían cavando trincheras, realizando nidos de ametralladora, refugios y búnkeres a lo largo de todo el territorio universitario, pero apenas se modificarían las líneas del frente. 
El reparto quedaría establecido de la siguiente manera. El bando sublevado ocuparía la península que conectaba con la Casa de Campo, el Palacete, la Casa de Labor, la facultad de Arquitectura, la Casa de Velázquez y la Escuela de Agrónomos, siendo el punto más alto que llegarían a ocupar, el Hospital Clínico. A ellos se suman el Asilo de Santa Cristina, el Instituto de Higiene o la zona de Residencias. Mientras que en el Paraninfo, la facultad de Ciencias y la línea que conectaba con el Parque del Oeste, se encontrarían los efectivos republicanos. Entre ambas líneas, habría según los puntos, entre 10 y 50m, conformando un vacío que no pertenecían a ningún bando, una tierra de nadie.
Durante finales de 1936 y principios de 1937, Ciudad Universitaria seguiría siendo escenario de choques entre los dos ejércitos, concretamente, en la Batalla de la Carretera de la Coruña. Esta tendría lugar a partir del 13 de diciembre a menos de dos kilómetros al noroeste del campus. Esta zona no dejaría de ser protagonista hasta la aparición de otros frentes como Guadalajara, Jarama o Brunete. 

### Restos arqueológicos
Entre las zonas que conservan testimonios del conflicto, nos encontramos la zona de la UNED y la Facultad de Geografía e Historia, que conserva 17 tramos de trinchera. La zona de la Dehesa de la Villa conserva 7 tramos y la zona del Hospital Clínico, un tramo.
También hay varias líneas de trincheras y abrigos que no aparecen en los mapas coetáneos, hecho para lo que aún no se tiene una explicación convincente. 
Otro elemento que también se encontró durante las excavaciones, son los caminos cubiertos. Estos consisten en pistas flanqueadas por elevaciones de tierra que posibilitan la comunicación entre distintos sectores del frente sin peligro de ser alcanzado por balas enemigas. De este tipo, han aparecido en la zona de la UNED, distintos caminos que siguen un rumbo Norte-Sur o Noroeste-Sureste. Estos conectarían las fortificaciones emplazadas en la elevación de la zona UNED, donde actualmente se encuentran los edificios de dicha universidad y la facultad de Informática de la Complutense, con la zona del Pardo. 
Respecto a los abrigos, que consisten en estructuras excavadas en la tierra de 20 a 6 m2 y que servían para acoger tropas o guardar víveres, suministros y munición, se han localizado doce de ellos. Estando presentes diez en la zona de la UNED y dos en la zona de Dehesa de la Villa. Todos en buen estado de conservación, menos uno. Todos los abrigos se encuentran unidos a tramos de trinchera.
En cuanto a nidos de ametralladora, solo uno se encuentra bien conservado, al no haber sido volado tras el final de la guerra. Este se encontraría en la zona de la Dehesa de la Villa, en la elevación denominada como Cerro de los Locos. Otros dos nidos se encuentra en la zona de la UNED, los cuales se distinguen por los bloques de hormigón que quedaron tras volarlo en la posguerra.
De galerías subterráneas, es decir, refugios frente a los bombardeos, aún perduran dos entradas a túneles, los cuales están bastante colmatados. Estas se encontrarían bajo el Cerro de los Locos y próxima a un complejo de trincheras. 
Las fortificaciones habrían estado protegidas en su día por alambradas de espino. Se tienen posibles teorías de reminiscencias. En una vaguada al sudeste del Cerro de los Locos se encuentran pilares de hormigón con arranques de alambre de espino que se habrían empleado para cerrar este posible acceso al interior de Madrid. 
Por último, hablamos de las minas. Este modo de combate fue inaugurado por los republicanos en el Clínico. Se excavaban túneles bajo las líneas enemigas para, al final, colocar una carga explosiva. Se ha encontrado un gran cráter de mina republicana enfrente del Clínico, y próximamente, se encontrarían otros dos cráteres. Añadimos, en el ala norte de la Facultad de Odontología, los efectos de una mina nacional, que habría volado gran parte del edificio casi por completo. 
En lo que respecta a los restos muebles, pocos se conservan, y aunque los hubiera, es difícil enmarcarlos dentro de este período de tiempo. Dada la frecuencia de tránsito por la zona, y por tanto, la abundancia de material, quedando únicamente la posibilidad de identificarlo como tal siempre que fuera material bélico o que apareciera perfectamente estratificado. 
Una vez aclarado este punto, se han encontrado balas, casquillos, fragmentos de metralla, artillería, de granada… Un fragmento de hebilla de cinturón y una moneda de diez céntimos de Alfonso XI, entre otras muchas cosas. 
Hay también material depositado en la seguida posguerra. Escombros procedentes del barrio de Argüelles y Ciudad Universitaria, empleados para rellenar vaguadas o liberar solares en la capital. Estos consistirían en materiales de construcción y elementos muebles del último tercio del siglo XIX y primer tercio del siglo XX.
Las principales zonas de relleno son la vaguada del Arroyo de las Damas, la plataforma donde se encuentran la Facultad de Informática y los edificios de la UNED y el entorno del Clínico.
Los materiales son, cristal de varios tipos, como de botellas, medicinas y frascos, loza, porcelana, aislantes eléctricos, latas, clavos, ladrillos macizos y tejas, entre otras muchas cosas.

### Edificios: La casa Velázquez
La casa Velázquez fue destruida durante el conflicto en la zona universitaria, por parte de los republicanos para evitar que los sublevados la tomaran como punto de apoyo para su avance. Según testimonios, el propio Vicente Rojo habría dado orden el 16 de noviembre de quemar la citada casa. 
Se lanzaron bombas incendiarias contra ella para obligar a los asaltantes a salir. Se intentaría recuperar la Casa pero aquello se saldaría con un fracaso. A pesar de la ocupación sublevada, la bandera que ondeaba en el inmueble durante el conflicto, era la bandera comunista. Esta primera contraofensiva se produciría el 17 de noviembre, para, posteriormente, iniciar un nuevo intento de recuperación el 19 de noviembre. Pero esta vez tampoco se conseguiría nada. Finalmente, el 20 de noviembre, durante la tarde, se produciría el fatídico incendio, con los republicanos aún dispuestos a recuperar el edificio. Aún suponiendo que hubiera sobrevivido, el inmueble también fue sometido a constante bombardeo desde el 15 hasta el 23 de noviembre. Es justamente en el día 20 de noviembre cuando se fecha la pérdida de la biblioteca. Para el 23 de noviembre finalmente la causa republicana consiguió retomar la posesión, pero de acuerdo con los testimonios, tanto el archivo, como la biblioteca, como el mobiliario, habían sido reducidos a cenizas.